# ریاچه
ریاچه (به ایتالیایی: Riace) یک کومونه در ایتالیا است که در استان رجو کالابریا واقع شده‌است. ریاچه ۱۶٫۱ کیلومتر مربع مساحت و ۲٬۸۰۰ نفر جمعیت دارد.